# Euplectrus longiscapus
Euplectrus longiscapus is een vliesvleugelig insect uit de familie Eulophidae. De wetenschappelijke naam is voor het eerst geldig gepubliceerd in 2005 door Khan, Agnohitri & Sushil.